# Digrammacris
Digrammacris is een geslacht van rechtvleugeligen uit de familie veldsprinkhanen (Acrididae). De wetenschappelijke naam van dit geslacht is voor het eerst geldig gepubliceerd in 1984 door Jago.

## Soorten
Het geslacht Digrammacris omvat de volgende soorten:
- Digrammacris bifidus Karsch, 1896
- Digrammacris distinguendus Stål, 1861